# Mahavira
Mahavira (महावीर lit. Veliki junak) (599 – 527. pr. Kr.) je ime koje se najčešće rabi za indijskog mudraca po imenu Vardhamana (sanskrt: वर्धमान "uvećani") koji je osnovao ono što se danas smatra najvažnijim dogmama džainizma. Prema džainističkoj tradiciji, bio je 24. i posljednji Tirthankara. U tekstovima je također poznat kao Vira ili Viraprabhu, ...Sanmati, Ativira i Gnatputra. U spisima theravada budizma se spominje kao Nirgrantha Nathaputta - 'goli asket klana Jñātr.'

## Vanjske poveznice
- http://www.cs.colostate.edu/~malaiya/mahavira.html
- http://www.jainguru.com/mahabir.html  Arhivirana inačica izvorne stranice od 4. travnja 2008. (Wayback Machine)